# Cephaloziella spinigera
Cephaloziella spinigera là một loài rêu tản trong họ Cephaloziellaceae. Loài này được (Lindb.) Jörg. miêu tả khoa học lần đầu tiên năm 1934.